# Anton Graff
Anton Graff (ur. 18 listopada 1736 w Winterthur, zm. 22 czerwca 1813 w Dreźnie) – niemiecki malarz portrecista, pochodzący ze Szwajcarii. 

## Życiorys
Początkowo działał w Augsburgu, w roku 1766 powołany został do Drezdeńskiej Akademii Sztuki jako malarz i wykładowca. Sławę zyskał jako portrecista w sferach dworskich i mieszczańskich, portretował takich ludzi jak Friedrich Schiller, Christoph Willibald Gluck, Heinrich von Kleist, Fryderyk II Wielki, Stanisław Kostka Potocki, Konstancja Małgorzata z Lubomirskich Rzewuska i innych. W późniejszym okresie swojego życia malował też pejzaże.
Ocalało około 2000 jego prac eksponowanych w Muzeum Goethego we Frankfurcie nad Menem i Galerii miejskiej w Dreźnie.

## Literatura
- Richard Muther: The History of Painting from the Fourth to the Early Nineteenth Century. New York, London, Putnam, 1876, p. 747.